# Барбаро, Николо
Николо Барбаро (итал. Nicolò Barbaro; 1420 — 1494) — венецианский врач, представитель рода Барбаро. Очевидец падения Константинополя в 1453 году. Является автором описаний этих событий под названием «Дневник осады Константинополя 1453» (итал. Giornale dell'assedio di Costantinopoli).

## Биография
Родился около 1420 года в Венеции в семье Марко Барбаро. Предположительно изучал медицину в Падуанском университете. Около 1451 года прибыл на корабле в Константинополь, где служил врачом в венецианской тюрьме. 
Сделавшись свидетелем осады турками византийской столицы, составил об этом подробный отчёт в форме дневника, охватывающего события со 2 марта 1451-го по 29 мая 1453 года. По-видимому, делал ежедневные заметки, пользуясь также рассказами других очевидцев, а по возвращении 4 июля 1453 года в Венецию завершил свой дневник, внеся в него несколько перекрёстных ссылок, а также исправив указанную в нём дату лунного затмения, на два дня расходившуюся с истинной.
Британский историк-византинист Стивен Рансимен назвал его описание «наиболее содержательным из всех западных источников», прежде всего из-за достоверности и убедительности повествования, которое практически подневно описывает события осады.
В отличие от других выходцев из Западной Европы, Барбаро явно сочувствовал грекам, однако, как венецианец, придерживался сильного предубеждения против генуэзцев, особенно проживавших в константинопольском квартале Пера (современная Галата), которые, как он предполагал, вступали в сговор с османами во время осады. К примеру, он утверждает, что генуэзский кондотьер Джованни Джустиниани, командовавший обороной у Харисийских ворот (Мириандрион), самой слабой части Феодосийских стен, которую Барбаро называет «Zuan Zustignan», оставил свой пост и бежал, что и привело к падению города. Однако Леонард Хиосский, другой очевидец событий, пишет, что Джустиниани был ранен стрелой и пытался тайно найти врача. Греческие историки Дука и Лаоник Халкокондил также настаивают на том, что Джустиниани был ранен. Таким образом, версия Барбаро о бегстве с поля боя знаменитого военачальника-генуэзца не вызывает особого доверия. Также Барбаро рассказывает, что когда город пал, он пытался спастить на галерах со своими соплеменниками, укрывшись в генуэзском квартале, но тамошние власти не позволили венецианцам высадиться, после чего он буквально чудом сумел уйти в море, воспользовавшись тем, что матросы турецких кораблей сошли на берег для грабежей.
Однако, какими бы серьёзными ни были эти критические замечания, отчёт Барбаро представляет собой обстоятельное и хронологически точное повествование, которое изо дня в день подробно описывает события осады Константинополя. Значительную ценность представляет содержащаяся в дневнике информация об участии в защите византийской столице венецианцев. В частности, Барбаро включает в своё повествование текст протокола, составленного 14 декабря 1452 года в церкви Сан-Марко, согласно которому венецианцы обязывались оказывать всяческую поддержку императору Константину XI и держать для этой цели в порту свои немногочисленные корабли, перечисляет имена 68 знатных венецианцев, участвовавших в защите Константинополя с указанием погибших, пленённых и спасшихся, а также описывает сражение 20 апреля 1453 года флотилии Джакомо Коко с турками в бухте Золотой Рог.